# Coranus subapterus
Coranus subapterus är en insektsart som först beskrevs av Degeer 1773.  Coranus subapterus ingår i släktet Coranus, och familjen rovskinnbaggar. Arten är reproducerande i Sverige.

## Bildgalleri

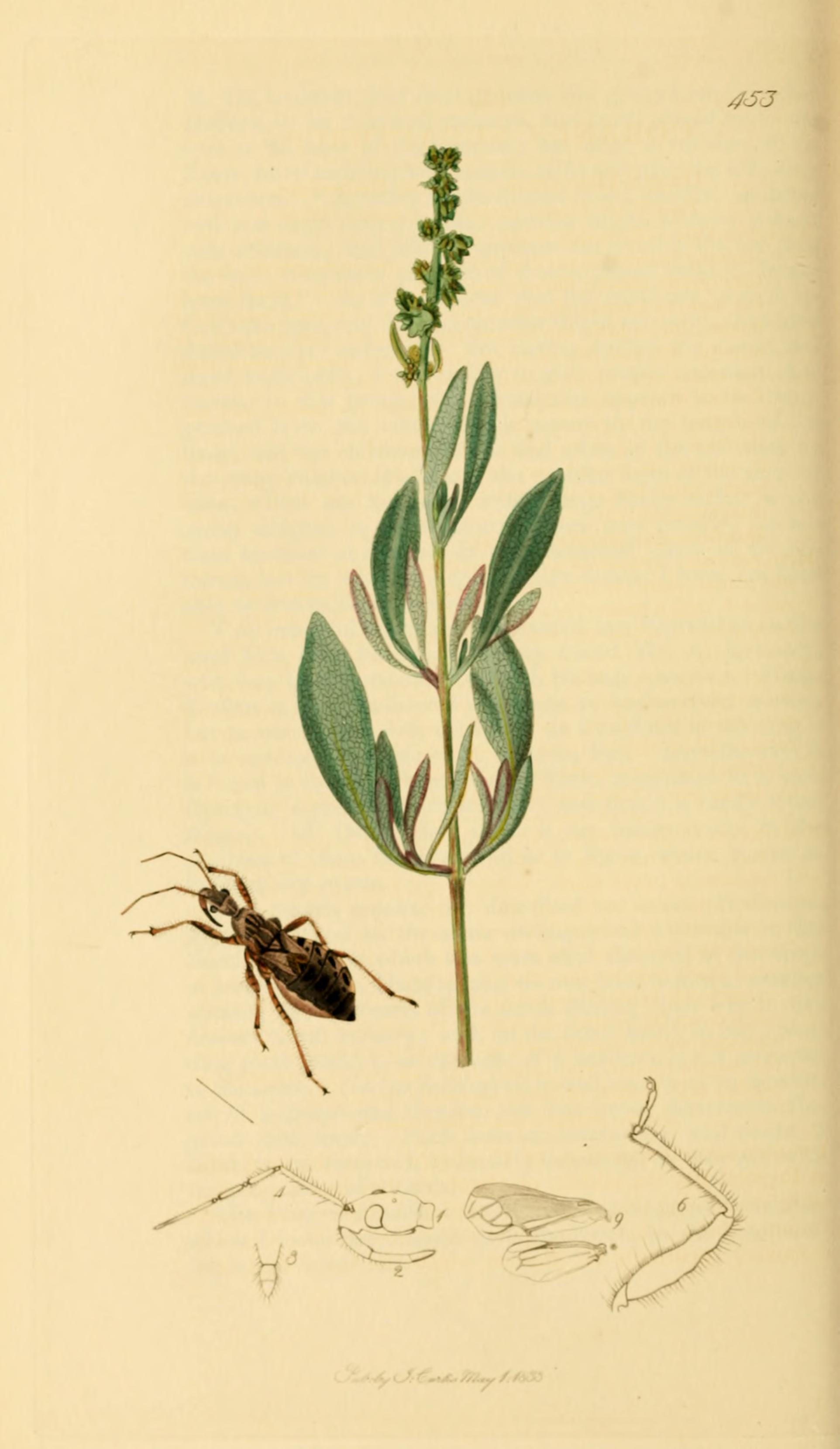